# Wendel Langenegger
Wendel Langenegger (* 20. Oktober 1912 in Kriessern; † 11. Februar 2005 in Altstätten; heimatberechtigt in Oberriet) war ein Schweizer Lehrer, Heimatforscher und Archivar. 

## Biographie
Wendel Langenegger ist in Kriessern am Rhein aufgewachsen. 1929 trat er ins Lehrerseminar Rorschach ein. Seine ersten Jahre (1933–40) als Primarlehrer arbeitete er an den beiden Halbtagsschulen von Katholische Gätziberg und Kornberg oberhalb von Altstätten. Von 1941 bis 1950 wirkte er als Lehrer an der Schule in Kriessern. Ab 1950 war er in der Stadt Altstätten wohnhaft und unterrichtete an der örtlichen Schule bis 1978. Nach seiner Pensionierung blieb er bis 1989 als Archivar tätig.
Neben seiner Tätigkeit als Lehrer war er aktiv in verschiedenen Vereinen und in ehrenamtlichen Funktionen. So amtete er acht Jahre (1954–61) als Präsident der Stadtmusik Altstätten, von 1969 bis 1976 war er Organist und Chorleiter in Kriessern und zeitweise Präsident und einige Jahre Vizepräsident beim Männerchor Altstätten. Bei letzterem wurde er im Januar 2004 als Jubilar für 70 Jahre Aktivmitgliedschaft geehrt. Er verstarb im Februar 2005 im Alter von 92 Jahren.

## Publikationen
Neben einzelnen Artikeln in Tageszeitungen und Jahrbüchern (Unser Rheintal, Jahrbuch für das St. Galler Rheintal) hat Langenegger folgende Bücher veröffentlicht:
- Geschichte des Reichshofes Kriessern 1229–1979. Ortsgemeinde Kriessern, Kriessern 1979.
- A Hampfla Rintlerspröch.  Rheintaler Redensarten und Sprichwörter. Druck: Rheintaler Volksfreund Verlags AG, Au 1997 (2. Auflage: Druck: C-Type GmbH und NetzPrint GmbH, Au 2009).
- Im Rintl dahoam. Rheintaler Wörterbuch (unter besonderer Berücksichtigung der Mundart von Kriessern). Druck: C-Print AG, Au 2001.
- Kriessern – meine Erlebnisse im Heimatdorf und am Rhein. Druck: C-Print AG, Au 2003.